# Escola de Gerência de Zagrebe
A Escola de Gerência de Zagreb - VERN' (Zagreb School of Management) é uma faculdade privada de Zagreb, Croácia. Desde março de 2005, a escola é membro do EURHODIP, que reúne as principais escolas de hotelaria da Europa. A escola foi fundada em 2001 com o objetivo de preparar especialistas em turismo, formando assim uma moderna e inovadora geração de administradores do setor de turismo na Croácia. Os estudantes formados pela instituição, além de adquirir o Diploma em Gerência, têm a opção de fazer exames em língua inglesa a fim adquirir o diploma internacional do Institute for Commercial Management (ICM), da Grã-Bretanha.